# Воробьёв (Черниговская область)
Воробьёв (укр. Вороб'їв) — село в Репкинском районе Черниговской области Украины. Население 459 человек. Занимает площадь 1,48 км².
Код КОАТУУ: 7424480802. Почтовый индекс: 15051. Телефонный код: +380 4641.
В селе родился Герой Советского Союза Иван Кузьменко.

## Власть
Орган местного самоуправления — Великозлиевский сельский совет.